# Собор Апостолов (Белгород Киевский)
Собор святых Апостолов или собор Двенадцати Апостолов — утраченный каменный кафедральный православный храм в Белгороде Киевском, построенный предположительно Петром Милонегом в 1195—1197 годах по инициативе князя Рюрика Ростиславича. Выдающийся памятник древнерусской архитектуры.

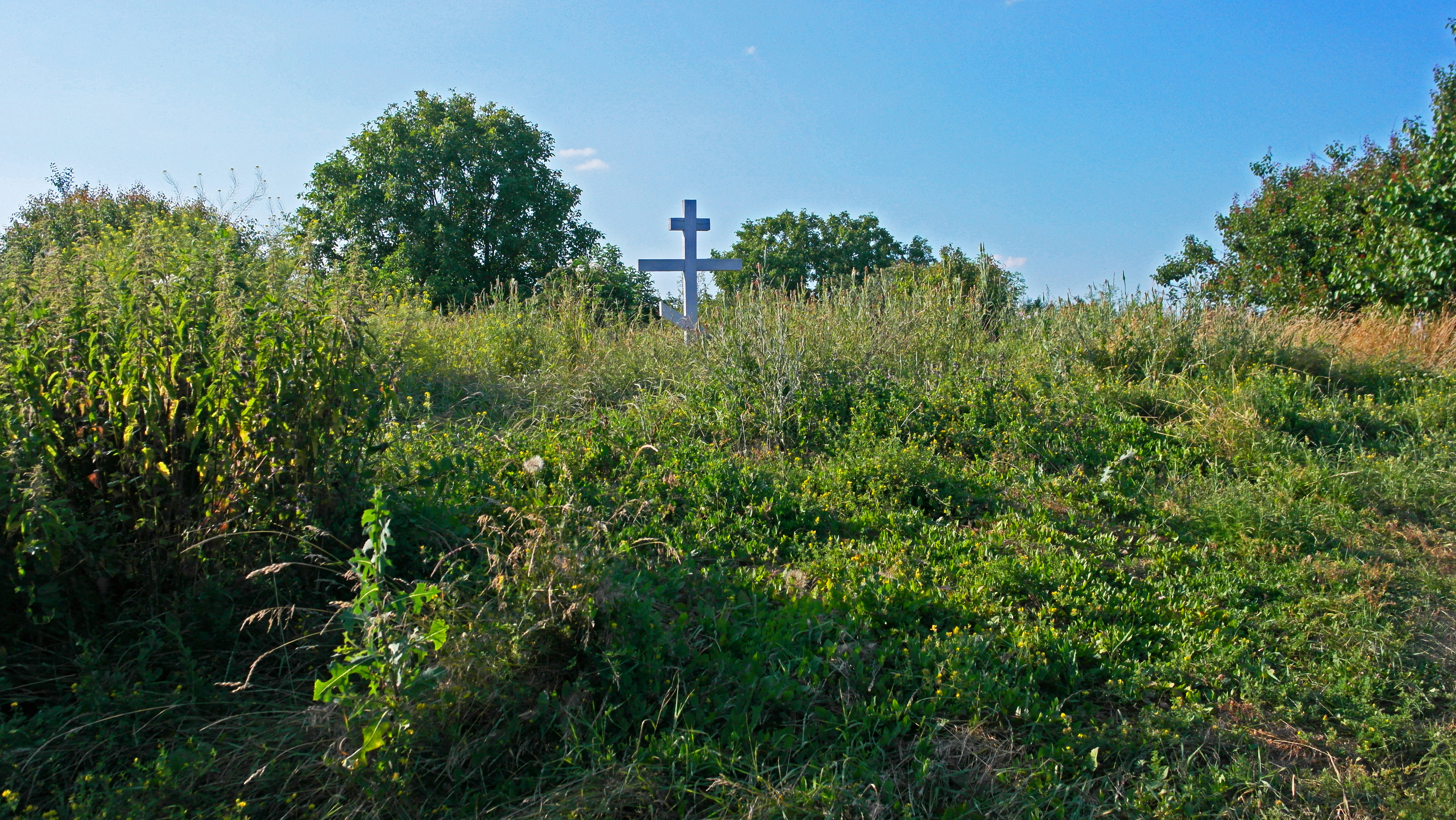
Памятный крест на месте исторического храма

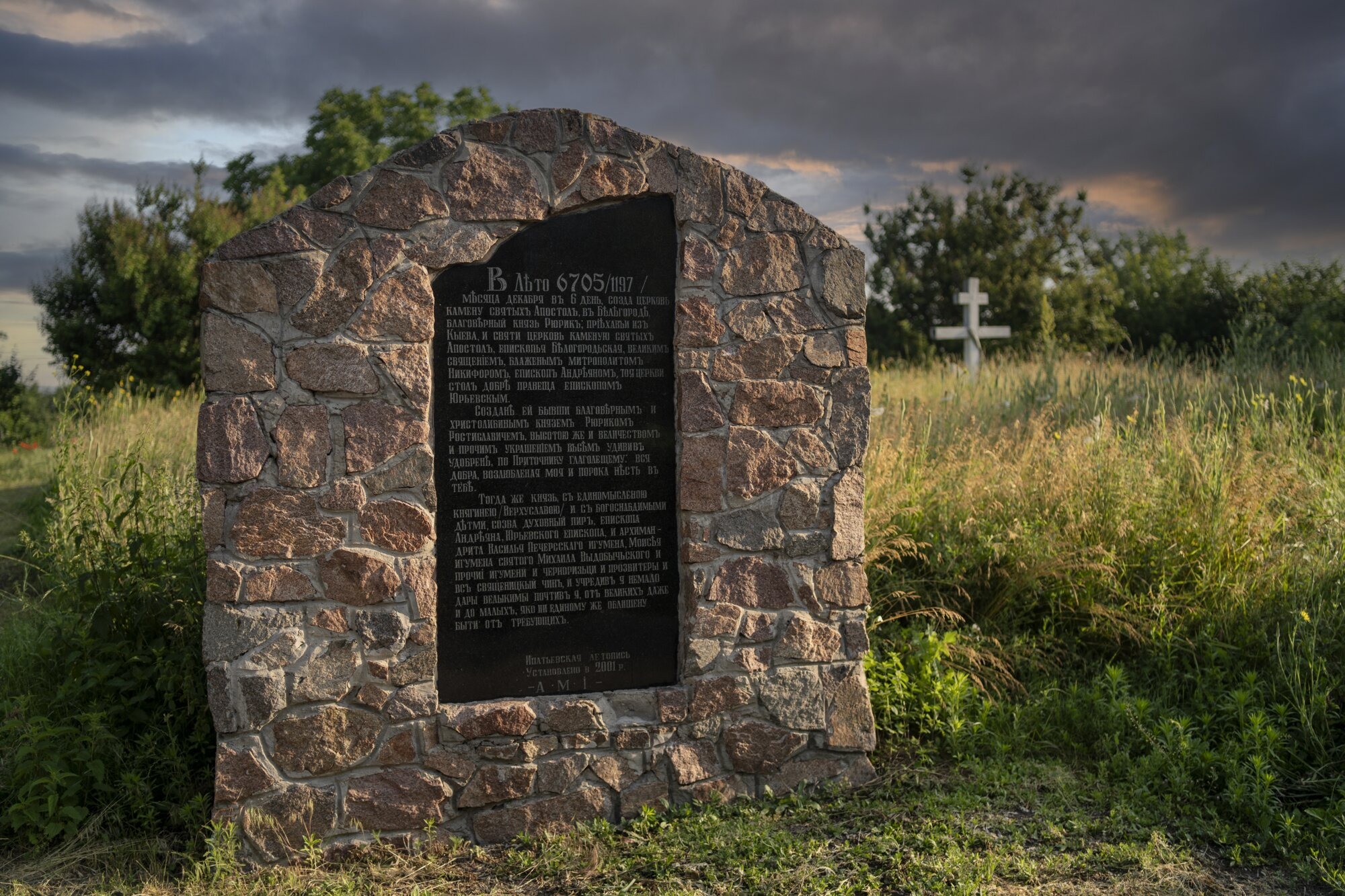
Фрагмент летописного текста о храме

Собор святых Апостолов был построен в детинце Белгорода-Киевского на месте сгоревшей деревянной церкви. Заказчиком строительства стал князь Рюрик Ростиславич, обосновавшийся здесь в конце XII века и начавший здесь большое строительство. Собор св. Апостолов являлся крупным шестистолпным храмом и играл роль кафедральной церкви Белогородского викариатства. Прямоугольный в плане собор имел в длину 26,1, в ширину — 19,2 м. На востоке он завершался тремя апсидами, а внутреннее пространство делилась шестью столбами на три нефа. Внешние стороны стен делились на части профилированными пилястрами. Собор венчали три купола. Внутри стены и своды были расписаны золотофонными фресками, а полы были покрыты разноцветными майоликовыми плитами.
Во время раскопок раскрыты фундаменты храма, полы, частично стены и другие конструкции. Рядом с храмом св. Апостолов археолог В. В. Хвойка обнаружил остатки ещё одного крупного храма, доисследованного в 1968—1969 годах Б. А. Рыбаковым.